# Giáo phái Shaiva
Giáo phái Shaiva (Śaivam; tiếng Tamil: சைவம்; Devanagari: शैव संप्रदाय; tiếng Assam: শৈৱ; tiếng Bengal: শৈব; tiếng Telugu: శైవ సాంప్రదాయం; tiếng Kannada: ಶೈವ ಸಂಪ್ರದಾಯ; tiếng Malayalam: ശൈവമതം; tiếng Odia: ଶିବ ସମ୍ପ୍ରଦାୟଂ; tiếng Sinhala: ශිවාගම/ශෛවවාදය) là một trong những giáo phái chính trong Ấn Độ giáo, tôn sùng Shiva là Đấng tối cao. Những người theo giáo phái Shaiva được gọi là "giáo dân Shaiva" hoặc "giáo dân Saiva". Đây là một trong những giáo phái lớn nhất tin rằng Shiva, được tôn thờ như đấng sáng tạo và hủy diệt thế giới, là vị thần tối cao đứng trên tất cả. Giáo phái Shaiva có nhiều tín ngưỡng, từ  hữu thần nhị nguyên như Shaiva Siddhanta đến vô thần nhất nguyên định hướng yoga như giáo tông Shaiva Kashmir.  Giáo phái này coi các kinh sách của cả Veda và Agama là cơ sở thần học quan trọng. Nguồn gốc của giáo phái Shaiva có thể bắt nguồn từ khái niệm về Rudra trong Rig Veda.

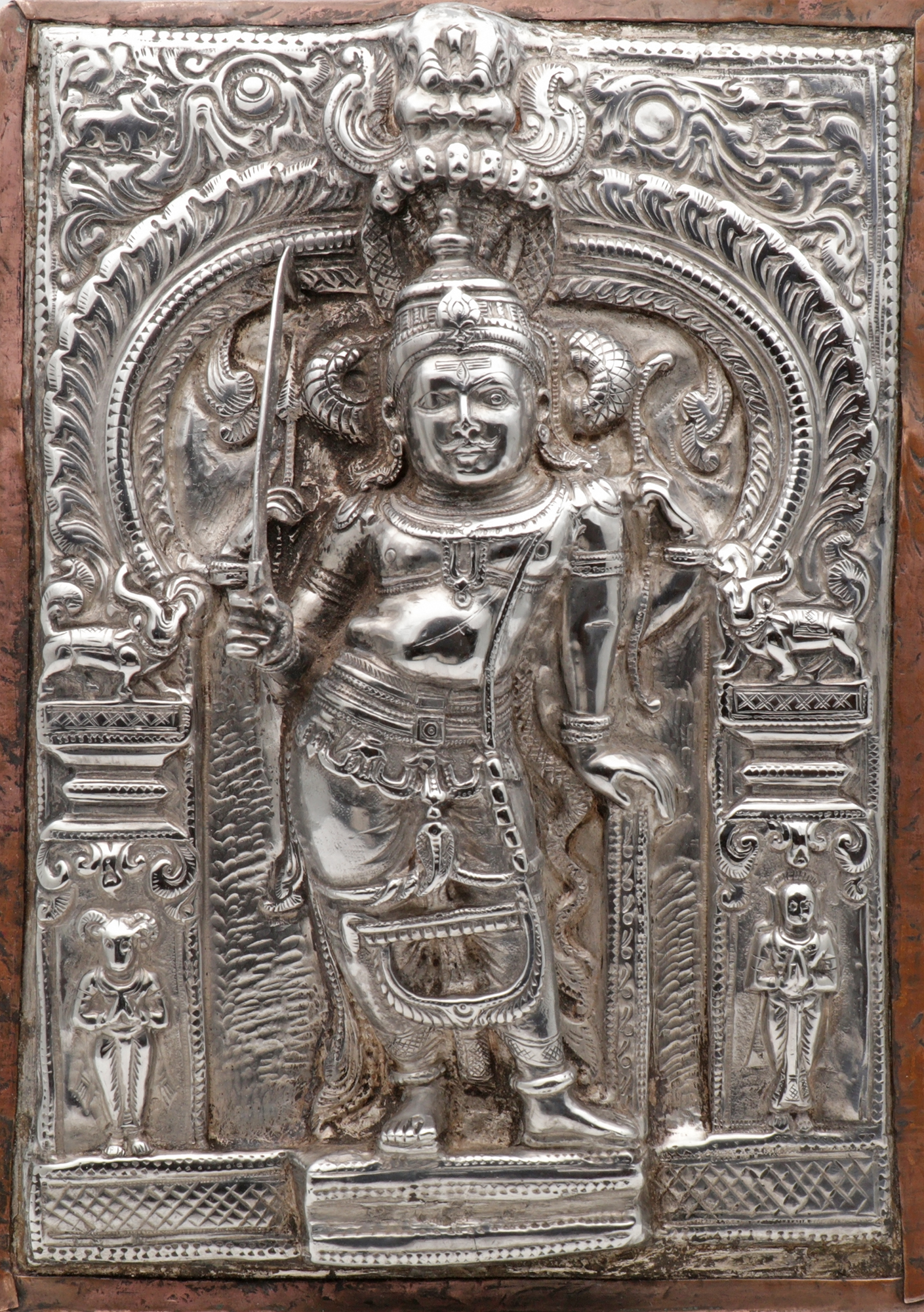
Tấm biển vẽ Shiva ở hình dạng quyền năng nhất là Virabhadra.

Giáo phái Shaiva có nguồn gốc cổ xưa, có thể truy nguyên trong văn học Vệ Đà thiên niên kỷ 2 TCN, nhưng đây là hình thức của vị thần Vệ đà Rudra.  Văn bản cổ Shvetashvatara Upanishad có niên đại vào cuối thiên niên kỷ 1 TCN đề cập đến các thuật ngữ như Rudra, Shiva và Maheshwara, nhưng việc diễn giải nó như là một văn bản thần học hay học thuyết trải nghiệm tinh thần nhất nguyên của giáo phái Shaiva vẫn còn đang gây tranh cãi. Trong những thế kỷ đầu tiên của Công nguyên là bằng chứng rõ ràng đầu tiên về môn phái Shaiva Pāśupata. Cả Shaiva sùng đạo và nhất nguyên đã trở nên phổ biến trong thiên niên kỷ 1, nhanh chóng trở thành tín ngưỡng tôn giáo thống trị của nhiều vương quốc Hindu. Tôn giáo này đến Đông Nam Á ngay sau đó, dẫn đến việc xây dựng hàng ngàn ngôi đền Shaiva trên các đảo của Indonesia cũng như Campuchia và Việt Nam, cùng phát triển với Phật giáo ở các khu vực này.  Trong kỷ nguyên đương đại, giáo phái Shaiva là một trong những giáo phái chính của Ấn Độ giáo.
Thần học Shaiva biến động từ việc coi Shiva như là đấng sáng tạo, đấng bảo vệ và đấng hủy diệt cho tới việc coi Shiva cũng giống như Atman (bản ngã) trong chính mình và mọi sinh vật. Nó liên quan chặt chẽ với giáo phái Shakti, và một số giáo dân Shaiva cầu nguyện ở cả các đền thờ Shiva lẫn đền thờ Shakti. Shaiva là một tín ngưỡng Ấn Độ giáo mà hầu hết giáo dân chấp nhận cuộc sống khổ hạnh và nhấn mạnh yoga, và giống như các tín ngưỡng Ấn Độ giáo khác khuyến khích mỗi cá nhân khám phá và trở thành một người với Shiva nội tâm. 

### Sách tham khảo
- Apte, Vaman Shivram (1965). The Practical Sanskrit Dictionary. Delhi: Motilal Banarsidass Publishers. ISBN 978-81-208-0567-5. (fourth revised & enlarged edition).
- Basham, A. L. (1989). Zysk, Kenneth (biên tập). The Origins and Development of Classical Hinduism. New York: Oxford University Press. ISBN 978-0-19-507349-2.
- Bhandarkar, Ramakrishna Gopal (1913). Vaisnavism, Śaivism, and Minor Religious Systems. New Delhi: Asian Educational Services. ISBN 978-81-206-0122-2. Third AES reprint edition, 1995.
- Bhattacharyya, Haridas, biên tập (1956). The Cultural Heritage of India. Calcutta: The Ramakrishna Mission Institute of Culture. Four volumes.
- Briggs, Lawrence Palmer (1951). "The Syncretism of Religions in Southeast Asia, Especially in the Khmer Empire". Journal of the American Oriental Society. Quyển 71 số 4. tr. 230–249. doi:10.2307/596106. JSTOR 596106.
- Chakravarti, Mahadev (1994), The Concept of Rudra-Śiva Through The Ages , Delhi: Motilal Banarsidass, ISBN 978-81-208-0053-3
- Courtright, Paul B. (1985). Gaṇeśa: Lord of Obstacles, Lord of Beginnings. New York: Oxford University Press. ISBN 978-0-19-505742-3.
- Alain Daniélou (1991). The Myths and Gods of India: The Classic Work on Hindu Polytheism from the Princeton Bollingen Series. Inner Traditions. ISBN 978-1-59477-733-2.
- Alain Daniélou (1987). While the Gods Play: Shaiva Oracles and Predictions on the Cycles of History and the Destiny of Mankind. Inner Traditions. ISBN 978-1-59477-736-3.
- Dasgupta, Surendranath (1955). A History of Indian Philosophy, Vol. 5: The Southern Schools of Śaivism. Cambridge University Press.
- Mariasusai Dhavamony (1971). Love of God according to Śaiva Siddhānta: a study in the mysticism and theology of Śaivism. Clarendon Press.
- Flood, Gavin (1996). An Introduction to Hinduism. Cambridge: Cambridge University Press. ISBN 978-0-521-43878-0.
- Flood, Gavin, biên tập (2003). "The Śaiva Traditions". The Blackwell Companion to Hinduism. Malden, MA: Wiley-Blackwell. ISBN 978-1405132510.
- Gray, David B. (2016). "Tantra and the Tantric Traditions of Hinduism and Buddhism". Oxford Research Encyclopedia of Religion. Oxford University Press. doi:10.1093/acrefore/9780199340378.013.59. ISBN 9780199340378.
- Grimes, John A. (1995). Ganapati: Song of the Self. SUNY Series in Religious Studies. Albany: State University of New York Press. ISBN 978-0-7914-2440-7.
- Harper, Katherine Anne; Brown, Robert L. (2002). The Roots of Tantra. Albany, New York: State University of New York Press. ISBN 978-0-7914-5306-3.
- Ariel Glucklich (2008). The Strides of Vishnu: Hindu Culture in Historical Perspective: Hindu Culture in Historical Perspective. Oxford University Press. ISBN 978-0-19-971825-2.
- Gonda, Jan (1977). "Ch. 10-13". Medieval Religious Literature in Sanskrit. A History of Indian Literature 2.1. Harrassowitz Verlag.
- Keay, John (2000). India: A History. New York: Grove Press. ISBN 978-0-8021-3797-5.
- Ann R. Kinney; Marijke J. Klokke; Lydia Kieven (2003). Worshiping Siva and Buddha: The Temple Art of East Java. University of Hawaii Press. ISBN 978-0-8248-2779-3.
- Stella Kramrisch (1993). The Presence of Siva. Princeton University Press. ISBN 978-0-691-01930-7.
- Lorenzen, David N. (1987). "Śaivism: An Overview". Trong Mircea Eliade (biên tập). The Encyclopedia of Religion. Quyển 13. Collier Macmillan.
- Constance Jones; James D. Ryan (2006). Encyclopedia of Hinduism. Infobase Publishing. ISBN 978-0-8160-7564-5.
- Lipner, Julius (2012). Hindus: Their Religious Beliefs and Practices. Routledge. ISBN 978-1-135-24061-5.
- Mallinson, James (2012). "Nāth Sampradāya". Trong Knut A. Jacobsen; Helene Basu; Angelika Malinar; Vasudha Narayanan (biên tập). Brill's Encyclopedia of Hinduism. Quyển 3. Brill Academic.
- Mate, M. S. (1988). Temples and Legends of Maharashtra. Bombay: Bharatiya Vidya Bhavan.
- Michaels, Axel (2004). Hinduism: Past and Present. Princeton, New Jersey: Princeton University Press. ISBN 978-0-691-08953-9.
- R. Blake Michael (1992). The Origins of Vīraśaiva Sects: A Typological Analysis of Ritual and Associational Patterns in the Śūnyasaṃpādane. Motilal Banarsidass. ISBN 978-81-208-0776-1.
- Paul E. Muller-Ortega (2010). Triadic Heart of Siva, The: Kaula Tantricism of Abhinavagupta in the Non-dual Shaivism of Kashmir. State University of New York Press. ISBN 978-1-4384-1385-3.
- Rigopoulos, Antonio (1998). Dattatreya: The Immortal Guru, Yogin, and Avatara: A Study of the Transformative and Inclusive Character of a Multi-faceted Hindu Deity. State University of New York Press. ISBN 978-0-7914-3696-7.
- Nath, Vijay (March–April 2001). "From 'Brahmanism' to 'Hinduism': Negotiating the Myth of the Great Tradition". Social Scientist. Quyển 29 số 3/4. tr. 19–50. doi:10.2307/3518337. JSTOR 3518337.
- Oberlies, T. (1998). Die Religion des Rgveda. Vienna.{{Chú thích sách}}:  Quản lý CS1: địa điểm thiếu nhà xuất bản (liên kết)
- S Parmeshwaranand (2004). Encyclopaedia of the Śaivism. Sarup & Sons. ISBN 978-81-7625-427-4.
- Pathak, V. S. (1960). History of Śaiva Cults in Northern India from Inscriptions, 700 A.D. to 1200 A.D. Motilal Banarsidass.
- Indira Viswanathan Peterson (2014). Poems to Siva: The Hymns of the Tamil Saints. Princeton University Press. ISBN 978-1-4008-6006-7.
- A. K. Ramanujan (1973). Speaking of Śiva. Penguin. ISBN 978-0-14-044270-0.
- Velcheru Narayana Rao; Gene H. Roghair (2014). Siva's Warriors: The Basava Purana of Palkuriki Somanatha. Princeton University Press. ISBN 978-1-4008-6090-6.
- Rocher, Ludo (1986). The Puranas. Otto Harrassowitz Verlag. ISBN 978-3447025225.
- Samuel, Geoffrey (2008), The Origins of Yoga and Tantra, Cambridge University Press, ISBN 978-0-521-69534-3
- Sanderson, Alexis (2009). "The Śaiva Age: The Rise and Dominance of Śaivism during the Early Medieval Period" (PDF). Trong Shingo Einoo (biên tập). Genesis and Development of Tantrism. Tokyo: Institute of Oriental Culture. Bản gốc (PDF) lưu trữ ngày 1 tháng 3 năm 2019. Truy cập ngày 19 tháng 1 năm 2020.
- Sanderson, Alexis (1988). "Saivism and the Tantric Traditions". Trong S Sutherland; và đồng nghiệp (biên tập). The World's Religions. Routledge.
- Sanderson, Alexis (1995). "Meaning of a Tantric Ritual". Trong AM Blondeau; K Schipper (biên tập). Essais sur le Rituel. Louvain: Peeters.
- Alexis Sanderson (2004). "The Śaiva Religion among the Khmers Part I". Bulletin de l'École Française d'Extrême-Orient. Quyển 90/91. tr. 349–462. JSTOR 43732654.
- Alexis Sanderson (2010). Dominic Goodall & Andre Padoux (biên tập). Mélanges tantriques à la mémoire d'Hélène Brunner: Tantric Studies in Memory of Hélène Brunner. Institut Français de Pondichéry. ISBN 978-2855396668.
- Hilko Wiardo Schomerus (2000). Śaiva Siddhānta: An Indian School of Mystical Thought: Presented as a System and Documented from the Original Tamil Sources. Motilal Banarsidass. ISBN 978-81-208-1569-8.
- Sharma, Ram Karan (1988). Elements of Poetry in the Mahābhārata. Delhi: Motilal Banarsidass. ISBN 978-81-208-0544-6. Second edition.
- Tattwananda, Swami (1984), Vaisnava Sects, Saiva Sects, Mother Worship , Calcutta: Firma KLM Private Ltd.
- Vasugupta; Mark Dyczkowski (Translator) (1992). The Aphorisms of Siva: The Siva Sutra with Bhaskara's Commentary, the Varttika. State University of New York Press. ISBN 978-0-7914-1264-0. {{Chú thích sách}}: |author2= có tên chung (trợ giúp)
- Winternitz, Maurice (1972). History of Indian Literature. New Delhi: Oriental Books Reprint Corporation. Second revised reprint edition. Two volumes. First published 1927 by the University of Calcutta.